# سازمان برق نیویورک
سازمان برق نیویورک (انگلیسی: New York Power Authority) (NYPA) یک شرکت انتفاعی دولتی متعلق به ایالت نیویورک است و بزرگ‌ترین شرکت خدمات برق دولتی ایالتی در ایالات متحده آمریکا است. این سازمان برخی از ارزان‌ترین برق را در کشور تأمین می‌کند و ۱۶ تأسیسات تولیدی و بیش از ۱۴۰۰ مایل مداری خطوط انتقال را اداره می‌کند. دفاتر اداری اصلی آن در وایت پلینز، نیویورک واقع شده است.
NYPA از هیچ گونه مالیات ایالتی استفاده نمی‌کند و هیچ بدهی ایالتی را متحمل نمی‌شود و پروژه‌های خود را عمدتاً از طریق فروش اوراق قرضه تأمین مالی می‌کند. بازپرداخت اوراق قرضه و بهره‌برداری از پروژه‌ها با استفاده از درآمدهای حاصل از عملیات انجام می‌شود.
مقررات ایالتی و فدرال، پایگاه مشتریان NYPA را تعیین می‌کند، که شامل مشاغل بزرگ و کوچک، سازمان‌های غیرانتفاعی، سیستم‌های برق عمومی و سازمان‌های دولتی است. NYPA همچنین برق را به شرکت‌های خصوصی برای فروش مجدد (بدون سود) به مشتریان آنها و به ایالت‌های همجوار طبق الزامات فدرال می‌فروشد. تقریباً ۷۰ درصد از برق تولیدی آن، برق آبی پاک و تجدیدپذیر است.
سازمان نیروی برق نیویورک از آوریل ۲۰۱۶ از نظر مالی مسئول شرکت کانال ایالت نیویورک بوده و از ۱ ژانویه ۲۰۱۷ مالک آن بوده است.
جاستین دریسکول از ژوئیه ۲۰۲۳ رئیس و مدیر عامل اجرایی بوده و پیش از آن نیز به عنوان رئیس و مدیر عامل اجرایی موقت فعالیت می‌کرد.